# Савенко Богдан Володимирович
Богдан Володимирович Савенко (20 листопада 1974, м. Київ, СРСР) — український хокеїст, правий нападник.

## Ігрова кар'єра
Виступав за команди: ШВСМ (Київ), «Сокіл» (Київ), «Ніагара-Фоллс Тандер», «Індіанаполіс Айс», «Сірак'юс Кранч», «Квебек Рафальс», «Порт-Гурон Бордер-Кетс», «Лукко» (Раума), «Спорт», КалПа (Куопіо), «Слезан» (Опава), «Гавіржов Пантерс», СКА (Санкт-Петербург), «Спартак» (Москва), «Беркут» (Бровари), «Поділ» (Київ).
У складі національної збірної України учасник зимових Олімпійських ігор 2002 (4 матчі, 0+1); учасник чемпіонатів світу 2000, 2001, 2002, 2003 і 2005 (30 матчів, 2+4).